# Кардинал жовточеревий
Кардинал жовточеревий (Caryothraustes canadensis) — вид горобцеподібних птахів родини кардиналових (Cardinalidae).

## Поширення
Вид поширений на сході і півночі Бразилії, у Французькій Гвіані, Суринамі, Гаяні, на півдні Венесуели, на сході Колумбії, а також є невелика ізольована популяція на сході Панами. Його природні місця проживання — субтропічні або тропічні вологі низовинні ліси та сильно деградовані колишні ліси.

## Опис
Птах завдовжки 17 см. Оперення інтенсивно-жовте з чорною маскою навколо дзьоба і оливково-зеленуватими крилами і хвостом.

## Спосіб життя
Харчується комахами, часто утворюючи змішані групи з іншими видами.

## Підвиди
Включає чотири підвиди:
- Caryothraustes canadensis subsp. brasiliensis Cabanis, 1851
- Caryothraustes canadensis subsp. canadensis
- Caryothraustes canadensis subsp. frontalis (Hellmayr, 1905)
- Caryothraustes canadensis subsp. simulans Nelson, 1912